# All Our Yesterdays
All Our Yesterdays — десятый студийный альбом группы Blackmore's Night, официально выпущенный 18 сентября 2015 года.
А в поддержку альбома во «ВКонтакте» появилось редкое интервью, которое музыканты дали во время визита в Москву. Блэкмор пришёл к прессе даже с гитарой, а Кэндис пела и отвечала на вопросы вместе с ним. Blackmore’s Night рассказали, что стараются превращать свои концерты в сценки из жизни средневековой деревни. «Мы теперь вернулись к корням», — резюмировал Блэкмор.

## Список композиций
| №   | Название                                 | Длительность |
| --- | ---------------------------------------- | ------------ |
| 1.  | «All Our Yesterdays»                     | 4:00         |
| 2.  | «Allan Yn N Fan»                         | 3:26         |
| 3.  | «Darker Shade of Black»                  | 6:03         |
| 4.  | «Long Long Time» (Gary White)            | 4:12         |
| 5.  | «Moonlight Shadow» (Mike Oldfield cover) | 4:12         |
| 6.  | «I Got You Babe» (Sonny & Cher cover)    | 4:00         |
| 7.  | «The Other Side»                         | 3:19         |
| 8.  | «Queen's Lament»                         | 2:07         |
| 9.  | «Where Are We Going from Here»           | 5:40         |
| 10. | «Will O' the Wisp»                       | 4:15         |
| 11. | «Earth Wind and Sky»                     | 3:41         |
| 12. | «Coming Home»                            | 3:34         |

## Музыканты
- Ричи Блэкмор — акустическая и электрогитара, колёсная лира, никельхарпа, мандола, исполнительный продюсер
- Кэндис Найт — основной и гармонический вокал, деревянные духовые инструменты, тамбурин
- Майк Клементе (Earl Grey of Chimay[3]) — бас-гитара, ритм-гитара
- Scarlet Fiddler — скрипка
- Давид Барановский[4] (Bard David of Larchmont) — клавишные, бэк-вокал
- Дэвид Кит[5] (Troubador of Aberdeen) — перкуссия
- Кристина Линн Склерос[6] (Lady Lynn) — гармонический вокал
- Пэт Риган — ассистент продюсера, звукоинженер, аранжировщик оркестра

## Чарты
| Чарт (2015)                         | Наивысшая позиция |
| ----------------------------------- | ----------------- |
| Нидерланды (Album Top 100)          | 48                |
| Финляндия (Suomen virallinen lista) | 39                |
| Германия (Offizielle Top 100)       | 19                |
| Швейцария (Schweizer Hitparade)     | 64                |
| Австрия (Ö3 Austria)                | 48                |